# Пепельниково
Пепельниково — деревня в Сокольском районе Вологодской области.
Входит в состав Чучковского сельского поселения, с точки зрения административно-территориального деления — в Чучковский сельсовет. Расположена к северу от автодороги А123.
Расстояние по автодороге до районного центра Сокола — 89 км, до центра муниципального образования Чучкова — 7 км. Ближайшие населённые пункты — Никольское, Павлово, Жилино.
По переписи 2002 года население — 6 человек.